# Нивники
Нивники (бел. Ні́ўнікі) — деревня в составе Перебродского сельсовета Миорского района Витебской области Республики Беларусь. Население — 22 человека.
В деревне находится действующий храм Успения Пресвятой Богородицы Древлеправославной Поморской церкви. Построен в 1906 году из дерева. Церковь является памятником деревянного зодчества.

## История
Деревня Нивники наряду с многими другими населёнными пунктами Витебской области является центром расселения старообрядцев.
Изначально называлась Большими Петкунами. В XX ст. начало фигурировать название «Нивники». Рядом находится деревня Петкуны, ранее называлась Малые Петкуны.
В 1921—1945 годах деревня в составе гмины Пераброддзе Виленского воеводства Польской Республики.

## География
Деревня расположена между двумя озёрами: Петкуны и Горушка. Недалеко от деревни находится наивысшая точка Миорского и Браславского районов — гора Волчья.

## Население
- 1921 год — 226  жителей, 41 домов[3].
- 1931 год — 274  жителей, 48 домов[4].

## Достопримечательность
- Успенская церковь, начало XX в. —  Историко-культурная ценность Республики Беларусь, шифр 213Г000565